# Landgericht Saarbrücken

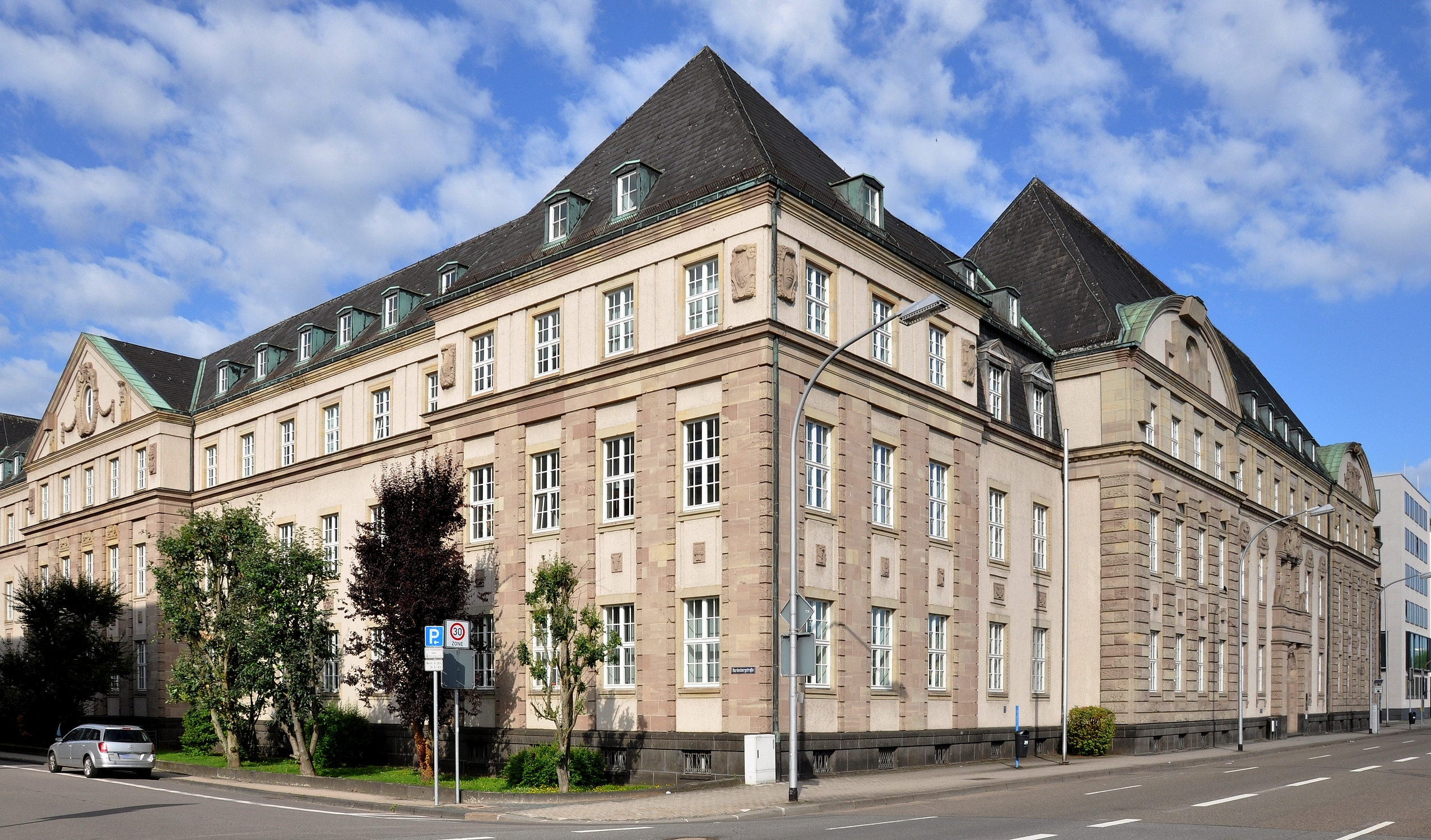
Gebäude des Landgerichts Saarbrücken und des Saarländischen Oberlandesgerichts

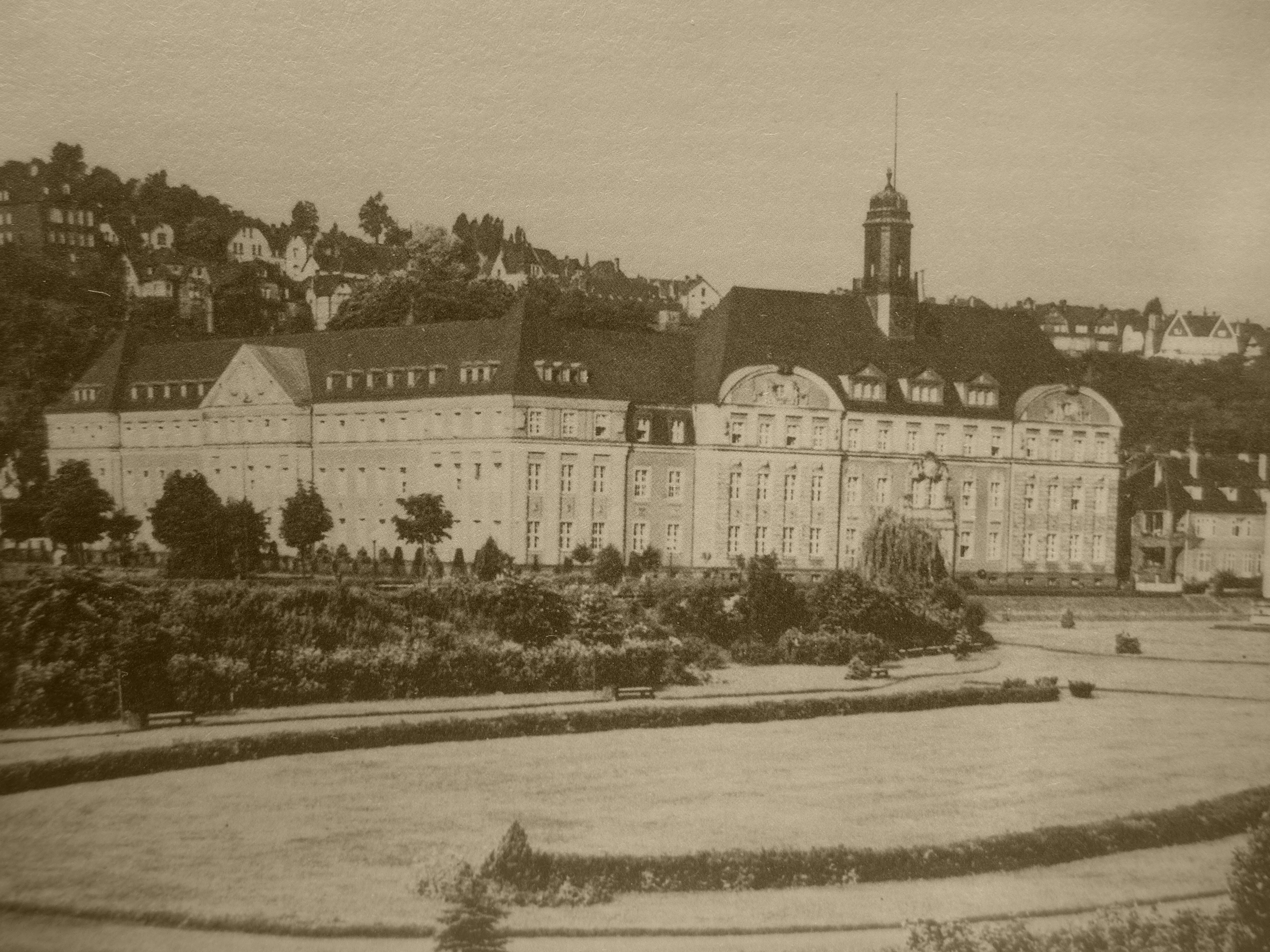
Landgericht Saarbrücken (mit ursprünglichem Dachreiterturm) als Sitz der Völkerbundsverwaltung des Saargebietes (Stadtarchiv Saarbrücken)

Das Landgericht Saarbrücken ist ein deutsches Gericht der ordentlichen Gerichtsbarkeit. Es ist das einzige saarländische Landgericht. Seinen Sitz hat es in der Landeshauptstadt Saarbrücken.

## Geschichte

### Einrichtung
Als Folge des Wiener Kongresses (1814/15) fiel der größte Teil des heutigen Saarlandes an Preußen und wurde Bestandteil des neu gegründeten Regierungsbezirks Trier. Im Zuge einer Reform der Gerichtsorganisation wurden 1819 die 13 Kreisgerichte des Bezirks, einschließlich des Kreisgerichts Saarbrücken, aufgelöst und durch das Landgericht Trier ersetzt. In Saarbrücken verblieb nur ein dem Landgericht untergeordnetes Untersuchungsamt. Bereits nach Bekanntwerden der Reformpläne bemühte sich die Stadt Saarbrücken um die Errichtung eines eigenen Landgerichtes. Damit konnte sie sich jedoch nicht bei der Immediatjustizkommission durchsetzen, deren Absicht es war, pro Regierungsbezirk nur ein Landgericht einzurichten.
Die räumliche Distanz zu Trier und die damit verbundenen Reisekosten erwiesen sich in der Praxis als Hemmnis für die Rechtspflege, das es insbesondere der ärmeren Bevölkerung erschwerte, ihre Rechte gerichtlich gelten zu machen. Auch die Strafverfolgung wurde erschwert, was der Saarbrücker Beigeordnete Stocky wie folgt beschrieb:
„Verbrechen und Vergehn werden verheimlicht, weil die Anzeige die beschwerliche und kostspielige Reise nach Trier zur Folge hat. Von den Unterbeamten der Hilfspolizei, welchen die Entdeckung der Vergehen und Verbrechen zunächst vermöge ihrer Stellung obliegt, ist eine strenge Erfüllung ihrer Pflicht kaum zu erwarten, da eine so weite und kostspielige Reise auf ihre häuslichen Verhältnisse verderblich einwirkt, sie auch im Interesse ihres Amtes möglichst zu vermeiden sich veranlaßt fühlen dürfen.“
(zitiert nach: Hans-Walter Herrmann: Die Errichtung des Landgerichtes Saarbrücken. In: 150 Jahre Landgericht Saarbrücken. S. 6)
1834 wurde in Saarbrücken mit dem Zuchtpolizeigericht eine Strafkammer errichtet, die dem Landgericht Trier unterstellt war. Der Saarbrücker Bürgermeister Heinrich Böcking setzte sich jedoch weiterhin für ein eigenes Landgericht ein und konnte schließlich Karl Albert von Kamptz von seinem Anliegen überzeugen. Dieser bewog König Friedrich Wilhelm III., am 21. Januar 1835 per Kabinettsorder die Einrichtung des Landgerichts Saarbrücken zu verfügen. Die feierliche Eröffnung fand am 2. November 1835 statt.
Dem Landgerichtsbezirk gehörten anfangs der Landkreis Saarbrücken (mit Friedensgericht in St. Johann), der Landkreis Saarlouis (Friedensgerichte Lebach, Saarlouis, Wallerfangen), der Landkreis Ottweiler (Friedensgerichte Ottweiler, Tholey) und der Landkreis St. Wendel (Friedensgerichte Baumholder, Grumbach, St. Wendel) an. Der Landkreis Merzig hingegen gehörte weiterhin zum Landgerichtsbezirk Trier. Wie alle Gerichte in der Rheinprovinz war das Landgericht Saarbrücken dem Rheinischen Appellationsgerichtshof in Köln unterstellt.

### Nach der Reichsgründung
Nach der Gründung des Deutschen Reichs wurde das Gerichtsverfassungsrecht in Deutschland zum 1. Oktober 1879 durch das Gerichtsverfassungsgesetz (GVG) vereinheitlicht. Übergeordnetes Gericht wurde nun das aus dem Appellationsgerichtshof hervorgegangene Oberlandesgericht Köln. Die Grenzen des Landgerichtsbezirks änderten sich nicht, jedoch wurden die Friedensgerichte durch eine – aufgrund der wegen der Industrialisierung gestiegenen Bevölkerungszahl – erhöhte Anzahl an Amtsgerichten ersetzt:
- Landkreis Saarbrücken: Amtsgericht Saarbrücken, Amtsgericht Sulzbach, Amtsgericht Völklingen
- Landkreis Saarlouis: Amtsgericht Lebach, Amtsgericht Saarlouis
- Landkreis Ottweiler: Amtsgericht Neunkirchen, Amtsgericht Ottweiler, Amtsgericht Tholey
- Landkreis St. Wendel: Amtsgericht Baumholder, Amtsgericht Grumbach, Amtsgericht St. Wendel

Durch Staatsvertrag von 1878 zwischen dem Großherzogtum Oldenburg und Preußen wurde das von den preußischen Regierungsbezirken Trier und Koblenz umschlossene Fürstentum Birkenfeld dem Landgericht Saarbrücken (und damit zugleich auch dem Oberlandesgericht Köln) unterstellt. In Angelegenheiten, die dieses Fürstentum betrafen, war es als Königlich Preußisches für das Großherzoglich Oldenburgische Fürstenthum Birkenfeld bestelltes Landgericht tätig.

### Saargebiet
Nach dem Ersten Weltkrieg wurde das Saargebiet vom Deutschen Reich abgetrennt und unter die Verwaltung des Völkerbundes gestellt. In Bezug auf die saarländischen Gerichten hieß es im Friedensvertrag von Versailles (§ 25 der Anlage zu den Artikeln 45–50):
(1) Die im Saarbeckengebiet bestehenden Zivil- und Strafgerichte werden beibehalten.

(2) Von dem Regierungsausschuß wird ein Gerichtshof für Zivil- und Strafsachen eingesetzt, der die Berufungsinstanz für die vorerwähnten Gerichte zu bilden und auf den sachlichen Gebieten zu entscheiden hat, für die diese Gerichte nicht zuständig sind.

(3) Innere Verfassung und Zuständigkeit dieses Gerichtshofes werden von dem Regierungsausschuß geregelt.

(4) Die gerichtlichen Entscheidungen ergehen im Namen des Regierungsausschusses.
Die Gerichte blieben also bestehen, jedoch kam es durch die veränderte Grenzziehung zu einigen Verschiebungen. So gehörten die weiterhin preußischen Amtsgerichtsbezirke Baumholder und Grumbach nun zum Landgericht Koblenz, das auch für Birkenfeld zuständig war. Das Amtsgericht Homburg, das Amtsgericht Blieskastel und das Amtsgericht Merzig wurden dem Landgericht Saarbrücken nachgeordnet.
Die im Versailler Vertrag vorgesehene Berufungsinstanz wurde 1921 errichtet. Der Oberste Gerichtshof (Cour Suprême de Justice) mit Sitz in Saarlouis übernahm die Aufgaben, die bisher von den Oberlandesgerichten und dem Reichsgericht wahrgenommen wurden.

### Zeit des Nationalsozialismus
Nach der Wiedereingliederung des Saargebietes ins Deutsche Reich im Jahr 1935 wurde der Oberste Gerichtshof gemäß § 6 des Gesetzes über die vorläufige Verwaltung des Saarlandes (RGBl. I S. 66) abgeschafft. Das Landgericht Saarbrücken wurde wieder dem OLG Köln nachgeordnet, das jedoch in Saarlouis Zivil- und Strafsenate errichtete. Diese wurden 1938 aufgelöst, als das Landgericht dem Bezirk des Oberlandesgerichts Zweibrücken zugeordnet wurde.
Zum Jahresbeginn 1936 wurde am Landgericht Saarbrücken ein Sondergericht eingerichtet. Im ersten Jahr gab es etwa 140 Eingänge, größtenteils das Heimtückegesetz betreffend.
Während des Weltkriegs musste das Landgericht zweimal wegen der Nähe zur Front seinen Sitz verlagern: von Sommer 1939 bis Sommer 1940 sowie vom Herbst 1944 bis Sommer 1945.

### Nach dem Zweiten Weltkrieg
Im französisch besetzten Saarland nahm das Landgericht Saarbrücken seine Geschäfte am 10. September 1945 wieder auf. Es wurde dem Oberlandesgericht Saarbrücken zugeordnet, das am 9. August 1946 errichtet und am 24. Oktober 1946 feierlich eröffnet wurde. Die Pläne für ein Revisionsgericht wurden wegen des Beitritts zur Bundesrepublik nicht umgesetzt.
Nach Grenzänderungen gehörten zum Gerichtsbezirk des Landesgericht ab 1947 die Amtsgerichte Blieskastel, Homburg, Lebach, Merzig, Neunkirchen, Nohfelden, Ottweiler, Perl, Saarbrücken, Saarlouis, St. Ingbert, St. Wendel, Sulzbach, Tholey, Völklingen und Wadern.

## Landgerichtsbezirk, über- und nachgeordnete Gerichte

Lage und Bezirke der dem LG Saarbrücken nachgeordneten Amtsgerichte

Der Bezirk des Landgerichts Saarbrücken erstreckt sich auf das gesamte Saarland. Es ist damit das einzige Landgericht eines Flächenlandes, das für ein gesamtes Bundesland zuständig ist. Der Gerichtsbezirk ist 2571 km² groß und umfasst rund 995.000 Einwohner (Stand 30. September 2017).
Das Landgericht Saarbrücken ist das einzige Landgericht, dem das Saarländische Oberlandesgericht übergeordnet ist. Als Folge der Gebietsreform 1974 wurden im Saarland fünf Amtsgerichte (Blieskastel, Nohfelden, Perl, Tholey, Wadern) aufgelöst und die übrigen Amtsgerichtsbezirke neu zugeschnitten. Daraus ergeben sich folgende örtliche Zuständigkeiten der nachgeordneten Gerichte:
- Amtsgericht Homburg für die Gemeinden Bexbach, Blieskastel, Gersheim, Homburg und Kirkel
- Amtsgericht Lebach für die Gemeinden Lebach, Nalbach, Saarwellingen und Schmelz
- Amtsgericht Merzig für die Gemeinden Beckingen, Losheim am See, Merzig, Mettlach, Perl, Wadern und Weiskirchen
- Amtsgericht Neunkirchen für die Gemeinden Neunkirchen und Spiesen-Elversberg
- Amtsgericht Ottweiler für die Gemeinden Eppelborn, Illingen, Merchweiler, Ottweiler und Schiffweiler
- Amtsgericht Saarbrücken für die Gemeinden Friedrichsthal, Kleinblittersdorf, Quierschied, Riegelsberg, Saarbrücken und Sulzbach
- Amtsgericht Saarlouis für die Gemeinden Bous, Dillingen, Ensdorf, Rehlingen-Siersburg, Saarlouis, Schwalbach, Überherrn, Wadgassen und Wallerfangen
- Amtsgericht St. Ingbert für die Gemeinden Mandelbachtal und St. Ingbert
- Amtsgericht St. Wendel für die Gemeinden Freisen, Marpingen, Namborn, Nohfelden, Nonnweiler, Oberthal, St. Wendel und Tholey
- Amtsgericht Völklingen für die Gemeinden Großrosseln, Heusweiler, Püttlingen und Völklingen

## Gerichtsgebäude
Das Gericht zog 1835 zunächst in das ehemalige Gebäude des Saarbrücker Friedensgerichts am Schlossplatz, welches sich an der Stelle des späteren Kreisständehauses befand. 1886 wurde das Gericht in einem Neubau in der Luisenstraße (heutige Saaruferstraße) einquartiert. Dieses wurde in den beiden Weltkriegen stark beschädigt und schließlich 1963 beim Bau der Stadtautobahn abgerissen.
Das heutige Gerichtsgebäude in der Franz-Josef-Röder-Straße (ehemals Alleestraße) / Hardenbergstraße wurde zwischen 1911 und 1914 unter der Leitung von Gustav Kassbaum errichtet.

## Bekannte Fälle
1964 wurde vor dem Landgericht das Grubenunglück von Luisenthal aufgearbeitet, bei dem zwei Jahre zuvor 299 Bergleute ums Leben gekommen waren. Die dreizehn Angeklagten wurden freigesprochen, da ihnen keine Schuld an dem Unglück nachgewiesen werden konnte.
Der Soldatenmord von Lebach, der bundesweit für Aufsehen sorgte, wurde 1970 vor dem Landgericht behandelt. Der Prozess fand wegen des regen Interesses der Öffentlichkeit nicht im Gerichtsgebäude, sondern im größten Saarbrücker Saal, der Kongresshalle, statt. Die beiden Täter wurden zu lebenslanger Freiheitsstrafe verurteilt, ein weiterer Beteiligter zu sechs Jahren wegen Beihilfe zum Mord.
Mit einer Schadensersatzklage des Kaufmanns Jürgen Gräßer gegen die Stadt Saarbrücken begann im August 1974 vor dem Landgericht einer der längsten Zivilprozesse in der Rechtsgeschichte Deutschlands. Das Verfahren endete erst 2001 vor dem Oberlandesgericht, im Ergebnis ohne Erfolg für den Kläger. Mit Einbeziehung sämtlicher in diesem Zusammenhang beim Bundesgerichtshof, dem Bundesverfassungsgericht und dem Europäischen Gerichtshof anhängigen Verfahren summierte sich die Verhandlungsdauer am Ende auf 32 Jahre.
Mit dem Pascal-Prozess fand von 2004 bis 2007 einer der langwierigsten Strafprozesse der saarländischen Justizgeschichte statt. Nach fast drei Jahren endete das Verfahren um den mutmaßlichen Mord an einem Jungen mit Freisprüchen für alle zwölf Angeklagten.
Weitere bekannte Fälle waren der Untreueprozess gegen den Saarbrücker Bürgermeister Hajo Hoffmann (2004) und das Verfahren um die Filialapotheke DocMorris (2006).

## Präsidenten
- 1835–1847: Theodor Ludwig Ernst Bessel[7]
- 1848–1850: Gerhard Merren
- 1850: Heinrich Josef Deuster
- 1851–1875: Karl Hermann Zweiffel[8]
- 1875–1888: Wilhelm Heinrich Kewenig
- 1888–1906: Theodor Josef Hubert Cormann[9]
- 1906–1908: Adolf Junkermann[10]
- 1908–1914: Georg Reuter
- 1914–1919: Richard Majert[11]
- 1919: Hoff
- 1920–1927: Gustav Adolf Magnus[12]
- 1927–1937: Franz Schäfer
- 1937–1945: Georg Beutner[13]
- 1945–1952: Josef Oster[14]
- 1952–1962: Peter Manderscheid[15]
- 1962–1968: Gustav Kaspar Jung[16]
- 1968–1972: Wilhelm Gehrlein[17]
- 1972–1983: Dieter Klein[18]
- 1983–1987: Helmut Leonardy[19]
- 1987–2000: Helmut Zieres[20]
- 2000–2005: Günther Schwarz
- 2006–2023: Hans-Peter Freymann
- seit 2023: Michael Görlinger[21]